# Ехинококоза
Ехинококоза (на латински: Echinococcosis, наричана още кучешка тения, на гръцки ἐχῖνος – бодил, κόκκος – ядка) е типична зооантропонозна хелминтоза. Зрелият индивид паразитира в червата на някои видове месоядни бозайници. Ларвата се развива във вътрешните органи на бозайниците, включително и в човека. Не е възможно заразяване на човек от човек. Заболяването има хроничен характер, води до значителни загуби в животновъдството и частична загуба на трудоспособност сред населението. Жизненият цикъл на паразита преминава през краен гостоприемник (каквито са представителите на семейство Кучета и по-рядко други хищни бозайници) и междинен гостоприемник (тревопасни бозайници, гризачи и хора). Заболяването протича с различни симптоми според това, в кои вътрешни органи на междинните гостоприемници се развива ларвата.
Известни са пет паразитни вида от род Echinococcus; четири от тях паразитират у човека. В България са регистрирани случаи с два от видовете – Echinococcus granulosus и Echinococcus multilocularis. Въпреки че вторият паразит е много по-опасен, той се среща по-рядко, затова стопанско и социално значение има Echinococcus granulosus. Той е широко разпространен сред селскостопанските тревопасни животни и домашните кучета. Голямата популация на паразита, липсата на осведоменост сред населението за същността на заболяването, както и лошата обществена и лична хигиена са причина ехинококозата да е актуално заболяване за страната през първото и второто десетилетие на XXI век. Ехинококозата е пример за неконтролируемо увеличаване на заразени хора в сравнение с 1976 г., когато България се е нареждала на второ място по ограничаване на ехинококозата сред населението. Към 2011 г. България е на първо място по заболеваемост сред страните в Европейския съюз, като надвишаваща няколко пъти регистрираните за случаи в останалите страни.

## Исторически сведения за заболяването
Ехинококозата е известна на човечеството от дълбока древност. Болестта е спомената в древноеврейската книга Талмуд. Упоменати са уврежданията, откривани у жертвени животни и наричани „водни мехури“ или „водни топки“. Принос в описанието на болестта имат древни автори, като Хипократ, Аретеус, Гален и Разес. Хипократ пише за тумори по вътрешните органи, пълни с вода, които се срещат при добитъка и човека. Гален пише, че черният дроб е най-податлив на тази болест.
Макар че ехинококозата е позната на човечеството от две хиляди години, едва през последните столетия започва проучване на причините и начините за лечение на това заболяване. До XVI–XVII век тези увреждания у човека са били смесвани с най-разнообразни натрупвания на течности в тялото и са били обяснявани с разнообразни патологични причини. Така например е открит паразитният (животински) характер на заболяването. Това се случва през XVII век, когато Франческо Реди описва животинския произход на хидатидните кисти на ехинококозата. През 1766 г. Петер Симон Палас доказва, че хидатидните цисти, открити у заразени хора, представляват ларвни стадии на тения. Няколко десетилетия по-късно, през 1782 г., Гьоце описва сколексите на кучешката тения, израснали в циста. Той забелязва голямата прилика на сколекса с предната част на възрастен цестод и в резултат на това нарича паразита Taenia visceralis socialis granulosus. Няколко години по-късно обаче, през 1796 г., немският миколог Аугуст Бач преименува паразита на Hydatigera granulosa. Немският паразитолог Карл Рудолфи за пръв път означава кистите с термина ехинококи. През 1801 г. той отделя цестода в самостоятелен род Echinococcus, а вида нарича Echinococcus granulosus. Не успява обаче да установи връзката на цистната форма със зрелите паразити. Така през 1808 г. Рудолфи описва малка тения, паразитираща в чревния тракт на куче, която нарича Taenia cateriformis.
Въпреки че паразитната природа на ехинококовия мехур е била установена още в началото на XIX век, произходът на паразита остава задълго неизвестен. Едни автори допускат самозараждане, а Рене Лаенек приема, че паразитите произлизат от зародиши, внесени отвън. През 1852 г. Карл фон Зиболд доказва, че заболяването възниква при заразяване от цестоди, паразитиращи у кучето. За целта той експериментира с 12 кучета, които заразява, като ги захранва с мехури от бял и черен дроб от овца и говедо. В пет от кучетата открива множество тении, които нарича Taenia echinococcus. Няколко години по-късно подобно заразяване е доказано експериментално и при свине, заразени с яйца на ехинокока. Десетилетие по-късно, през 1863 г., е идентифициран и E. multilocularis. Едва в първото десетилетие на XX век е открит пълният жизнен цикъл на паразита, неговата морфология, екологични и таксономични особености. През този период са разработени и методи за диагностика, терапия и профилактика на паразитозата.
Експериментални изследвания на редица учени в началото на XX век доказват, че котката и лисицата обикновено не са крайни гостоприемници на Echinococcus granulosus и не играят роля в епидемиологията и епизоотологията на тази форма ехинококоза.
Паразитният характер на втория по значение паразит, Echinococcus multilocularis, е описан през 1858 г. от Рудолф Вирхов. Немският учен открива многокамерен мехур в черен дроб при аутопсия на 38-годишен мъж през 1855 г. През 1863 г. Рудолф Лойкарт нарича вида с името Taenia echinococcus multilocularis. През 1954 г. е установено, че домашната котка може да бъде краен гостоприемник. Това става при изследване на разпространението на паразита след интродукцията му на японския остров Ребун с лисици от Курилските острови.
Многокистният причинител Echinococcus vogeli е установен като паразит в човека през 1979 г. в Колумбия, а Echinococcus oligarthrus – във Венецуела през 1989 г.
Петият вид Echinococcus shiquicus е открит през 2005 г. в Тибет. Паразитът наподобява Echinococcus multilocularis, но китайски учени от Съчуан доказват генетични и екологични различия, в резултат на което е отделен като самостоятелен вид.

## Разпространение

### В световен мащаб
Най-широко разпространен от петте вида паразити, причиняващи ехинококоза, е Echinococcus granulosus. Видът се среща повсеместно, като някои части на планетата се характеризират с висока степен на ендемизъм. Това са обикновено райони, в които е широко застъпено овцевъдството – южната част на Южна Америка, Средиземноморието, южната част на бившия СССР (предимно днешен Узбекистан), Близкия изток, Арабския полуостров, Северна Африка, Австралия, Нова Зеландия, Кения и Уганда.
Като примери, потвърждаващи това разпространение, са районът на Тибетското плато, където цисти на Echinococcus granulosus са открити в 6,6% населението. Изследвания от 1976 г. сочат, че 95,8% от населението, живеещо в селища около езерото Туркана, е заразено с ехинококоза, като районът продължава да бъде неблагоприятен и през следващите десетилетия. Други засегнати от заболяването страни са Судан, Етиопия, Сомалия, Уганда и Нигерия. В Средиземноморието сред най-засегнатите от ехинококоза региони през XX век са Сардиния (Италия) и Корсика (Франция). През 60-те години на XX век опаразитеността сред говедата и овцете надхвърля 60%. В страните от бивша Югославия висока степен на опаразитеност се наблюдава в района на Далмация, Черна гора и Северна Македония. От страните на Северна Африка най-сериозен е проблемът в Мароко и Алжир. След предприемането на ограничителни и профилактични мерки спрямо заболяването в началото на 80-те години на XX век, започва намаляване на опаразитеността сред хора и животни в средиземноморските острови Сардиния, Корсика и Кипър. Сред страните от Новия свят най-засегнати са Аржентина и Уругвай, а от Австралийския съюз – Тасмания. В Аржентина на сто хиляди души се падат по 26,7 заболели.
Следващ по степен на разпространение паразит е Echinococcus multilocularis. Видът се среща само в Северното полукълбо. В Северна Америка паразитът е характерен за субарктичните райони на Аляска и Канада и няколко северни щата от останалата част на САЩ (от Монтана до Охайо). В Европа се среща в централните и източните части на континента, а в Азия – в средноазиатските страни от бившия СССР, Турция, Ирак, Северна Индия, Япония и Централен Китай. В Китай няколко провинции се смятат за ендемични по отношение на заболяването. Например в провинция Гансу около 8,8% от населението е опаразитено с ларвната форма на Echinococcus multilocularis. За пример в някои райони на Централна Европа приблизително 40%–75% от популацията на лисицата е заразена с чревната форма на паразита. Почти 100% от арктическите лисици, обитаващи изолирания остров Сейнт Лорънс в Аляска, са опаразитени. Echinococcus multilocularis е пренесен на остров Хокайдо и съседния по-малък остров Ребун при внос на лисици от средните Курилски острови в периода 1924 – 1926 г. Изследванията сред лисиците на Хокайдо показват, че през 1985 г. опаразитяването сред популацията е в рамките на 10%, докато през 1997 г. достига до 36,2%. За ендемичността в тундрите на Северна Америка е от значение връзката между полярната лисица и полевката икономка (Microtus oeconomus). На юг, в другата ендемична зона – граничния район между САЩ и Канада, са от значение крайните гостоприемници – лисицата и койотът, а също и междинните – Microtus pennsylvanicus и еленовата мишка (Peromyscus maniculatus). За разширяването на ендемичните райони основно значение има койотът, който е склонен към по-големи миграции от лисицата.
През последните години се наблюдават случаи с алвеококоза при хора от градските зони. Като основна причина за развитието и се смята привикването на лисицата към урбанизирани зони. Типичен пример за това е разпространението на алвеококозата при жители на град Сапоро.
Няколкогодишното изпълнение на програми за надзор на ехинококозата в страните от Европейския съюз не доказва циркулация на Echinococcus multilocularis сред кучета и особено диви крайни гостоприемници. През януари 2011 г. Швеция докладва за случаи на зараза с Echinococcus multilocularis сред дивите животни.
Причинителите на неотропичната ехинококоза имат ограничено разпространение, свързано основно с ареала на обитание на специфичните гостоприемници. Докладваните случаи на опаразитяване при хора с Echinococcus vogeli са от Панама, Венецуела, Еквадор, Колумбия и амазонската част на Бразилия. За втория представител е известно, че е по-слабо разпространен.
Echinococcus shiquicus е описан през 2005 г. като паразит с разпространение в Цинхай-тибетското плато. Не са известни случаи на заразени хора.

### В България
Проучванията за разпространението и контрола на ехинококозата в България сред животните и хората преминават през няколко основни етапа. Първият период е от 1950 до 1962 г. През този етап ежегодно са регистрирани средно по 497 нови случая, като само в Разградската, Кърджалийската и Смолянската област ръстът на заболеваемост е под 2,5 души на 100 000. През този период опаразитеността сред овцете в някои окръзи на Южна България се движила около 61%–71%, при говедата 39%–57%, а при свинете едва 2,1%–2,9%. В други части на страната процентът на опаразитеност е сходен – до 78% при овцете и до 58% при говедата. Опаразитеността при крайните гостоприемници – домашните кучета – достига до 44%. Факторите за безпрепятственото разпространение на паразита са слабата информираност сред населението, липсата на ефективен ветеринарен контрол в кланиците, липсата на обезвреждане на заразените вътрешни органи, свободният достъп на крайните гостоприемници до опаразитени органи при клане и не на последно място – липсата на адекватно здравно образование.
| (Кучето) Не приятел, а враг на човека                           |
|                                                                 |
| Плакат от края на 1960-те против ехинококозата в Шуменски окръг |
|                                                                 |
| Брошура от 2008 г. издавана от НДНИВМИ                          |

В началото на 60-те години на XX век в България започва съвместна кампания на министерствата на здравеопазването и земеделието. Основните цели са подобряване на здравната просвета сред населението, като успоредно с това в страната се изграждат екарисажи и нови паразитологични лаборатории. Създава се организация по оказване на адекватен ветеринарномедицински контрол, както във фермите, така и в кланиците. Изградени са нови кланици, като постепенно малките и неефективни кланици са закрити или преобразувани. Популацията на кучетата е ограничена и поддържана на ниско ниво.
Следващите два периода са белязани със сравнително нисък ръст на разпространение на ехинококозата, който е най-нисък в годините 1971 – 1982 г., а постепенно се увеличава в периода 1983 – 1995 г. Спадът се дължи най-вече на взетите мерки през 60-те години. Повторното увеличаване на опаразитеността от средата на 80-те години има за причина занемаряването на дейностите, свързани с контрола на ехинококозата, и рязкото преструктуриране на животновъдството в България.
Сходен е процентът на опаразитяване сред селскостопанските животни и кучетата. При говедата процентът на опаразитените животни през втория период спада до 12% и до 1990 г. се движи около 15%–18%. При овцете положението е сходно: спад на заболеваемостта до 18% през 1972 г., покачване до 24%–30% през 1986 г. При кучетата се наблюдава сериозен спад на опаразитяването, който освен на наложената превенция се дължи и на сериозното намаление на числеността на популацията. Процентът на носителите на възрастната форма спада до около 4% през 1972 г., но до 1990 г. постепенно се покачва до около 12%.
След 1989 г. в България настъпва скок в разпространението на заразата сред хората. През периода 1991 – 2010 г. България е страната с най-много заразоносители в Европа. В периода 1990 – 2003 г. от страните в Европейския съюз и Централна Азия само Узбекистан и Казахстан имат повече регистрирани случаи от България, в противовес на другата крайност от 1976 г., когато България е с най-малко заразени в света след Исландия, със заболеваемост 1.24%ооо (140 оперирани). За сравнение, през 2007 г. в останалите 26 страни от Европейския съюз има общо 373 души срещу 461 за България. Въпреки че от 2005 г. до 2009 г. броят на хората, заболели от ехинококоза, намалява, процентът спрямо останалите граждани на Европейския съюз се движи от 50% до около 30%, а относителният дял на заболелите към 100 хил. души е с пъти по-висок от останалите държави членки на Евросъюза.
През 2011 г. броят на заразените хора в България остава все така висок – средно по 500 души на година (за десет години са заболели 5000 български граждани).
И през трите периода основният дял на заразени хора се пада на тези в активна възраст – от 30 до 60 години. Сериозен е и делът на опаразитяване при децата и юношите. Наблюдава се рязко увеличаване на случаите на опаразитеност сред децата над десетгодишна възраст. Значителен е и делът на заразените от 5 до 9-годишна възраст. През последните години в България около 20% от всички регистрирани случаи в страната са при деца.
| „Статистиките сочат, че 78% от овчарските кучета у нас носят паразита. Те го хващат от сурово месо, най-често вътрешности на овце, които при всеки селски курбан по право се падат на тях. И по правило ги получават сурови. Тази традиция докара заразата в града“ Доц. Росица Курдова – завеждащ отдела по паразитология и тропическа медицина към Националния център по заразни и паразитни болести. |

Не се наблюдава рязка разлика сред опаразитените по пол. И през трите периода представителите на двата пола боледуват почти по равно. Наблюдава се обаче сериозен ход на ехинококозата от селото към града. През 60-те години на XX век над 70% от заболелите са жители на села. Сходни са резултатите и през втория период. В края на 80-те години обаче заболелите жители от градовете вземат превес над тези, които обитават селата и са в близък контакт с опаразитени животни.
В България има единични сведения за наличието на Echinococcus multilocularis при животни, които са крайни гостоприемници. Съобщава се за находки при гризачи в Северен Пирин. Установен е процентът на заболеваемост при ръждивата горска полевка (2,65%) и при снежната полевка (0,98%). Споменава се и за случай на нетипична алвеоларна ехинококоза при теле във Видинска област.
Диагностиката, профилактиката и контролът на заболяването ехинококоза при хората в България са регламентирани с наредба от 2006 г. Заболяването се регистрира, съобщава и води на отчет съгласно с друга наредба от 2005 г., а болните се диспансеризират съгласно с реда в трета наредба от 2004 г. За периода 2004 – 2008 г. в България е действала Национална програма за контрол на ехинококозата по хората и животните. В нея са разработени мерки за ограничаване на заболяването при хората чрез прекъсване на цикъла на развитие на паразита. От запазването на темпа на новите случаи на заболяване сред населението през следващите години е видно, че програмата не е изпълнила своите цели и задачи.
| Област            | 1950 – 1962   | 1950 – 1962                   | 1971 – 1982   | 1971 – 1982                   | 1983 – 1995   | 1983 – 1995                   | 1995          | 1995                          |
| Област            | Случаи (брой) | Брой на случаите/100 000 души | Случаи (брой) | Брой на случаите/100 000 души | Случаи (брой) | Брой на случаите/100 000 души | Случаи (брой) | Брой на случаите/100 000 души |
| ----------------- | ------------- | ----------------------------- | ------------- | ----------------------------- | ------------- | ----------------------------- | ------------- | ----------------------------- |
| Благоевград       | 126           | 3,4                           | 51            | 1,3                           | 112           | 2,4                           | 1             | 4,0                           |
| Бургас            | 421           | 9,3                           | 152           | 3                             | 388           | 6,6                           | 59            | 13,4                          |
| Варна             | 268           | 6,5                           | 144           | 2,7                           | 315           | 5,2                           | 62            | 13,7                          |
| Велико Търново    | 165           | 3,7                           | 113           | 2,7                           | 90            | 2,1                           | 8             | 2,5                           |
| Видин             | 13            | 4,6                           | 36            | 1,7                           | 36            | 1,8                           | 3             | 1,4                           |
| Враца             | 298           | 7,4                           | 86            | 2,3                           | 99            | 2,9                           | 5             | 1,9                           |
| Габрово           | 123           | 6,1                           | 13            | 0,6                           | 44            | 2                             | 4             | 2,5                           |
| Добрич            | 168           | 5,7                           | 80            | 2,6                           | 124           | 3,7                           | 11            | 4,8                           |
| Кърджали          | 76            | 2,4                           | 72            | 2,1                           | 99            | 2,5                           | 13            | 6,1                           |
| Кюстендил         | 152           | 6                             | 28            | 1,2                           | 44            | 1,8                           | 6             | 3,4                           |
| Ловеч             | 170           | 6,2                           | 67            | 2,7                           | 55            | 2,2                           | 4             | 2,2                           |
| Монтана           | 120           | 3,8                           | 36            | 1,3                           | 35            | 2,2                           | 2             | 1,1                           |
| Пазарджик         | 329           | 9,1                           | 26            | 0,7                           | 223           | 5,2                           | 60            | 18,5                          |
| Перник            | 92            | 3,9                           | 14            | 0,7                           | 51            | 2,2                           | 1             | 0,6                           |
| Плевен            | 422           | 9,5                           | 102           | 2,4                           | 101           | 2,2                           | 20            | 10,4                          |
| Пловдив           | 783           | 10,7                          | 122           | 1,4                           | 351           | 5,6                           | 76            | 6,0                           |
| Разград           | 60            | 2,5                           | 51            | 2,1                           | 50            | 2,3                           | 7             | 4,1                           |
| Русе              | 189           | 6,2                           | 59            | 1,7                           | 94            | 2                             | 1             | 3,9                           |
| Силистра          | 135           | 6,3                           | 61            | 2,9                           | 95            | 4,2                           | 16            | 10,1                          |
| Сливен            | 421           | 16,6                          | 94            | 3,3                           | 212           | 6,2                           | 37            | 15,8                          |
| Смолян            | 36            | 1,9                           | 16            | 0,8                           | 53            | 2,4                           | 10            | 6,4                           |
| Област София-град | 241           | 2,6                           | 139           | 1,1                           | 140           | 1,3                           | 25            | 2,1                           |
| Област София      | 118           | 2,8                           | 45            | 1,2                           | 207           | 3,6                           | 14            | 5,0                           |
| Стара Загора      | 421           | 10,2                          | 149           | 3,2                           | 240           | 4,4                           | 45            | 11,5                          |
| Търговище         | 106           | 4,7                           | 48            | 2,2                           | 58            | 2,7                           | 7             | 4,0                           |
| Хасково           | 328           | 9,1                           | 88            | 2,5                           | 19            | 4,7                           | 28            | 9,6                           |
| Шумен             | 163           | 5,6                           | 66            | 2,2                           | 81            | 2,4                           | 2             | 0,9                           |
| Ямбол             | 424           | 14,1                          | 136           | 5,5                           | 181           | 6,8                           | 19            | 10,9                          |
| Общо              | 6468          | 6,5                           | 2094          | 2,0                           | 3771          | 3,3                           | 556           | 6,8                           |

## Етиология
Различават се пет вида паразитни тенииди, причиняващи три вида ехинококоза. Най-скоро откритият причинител Echinococcus shiquicus, е изолиран само от дребни бозайници и тибетски лисици. Видът е разпространен само в района на Тибетското плато и не са регистрирани случаи на инвазия при хора.
Echinococcus granulosus е най-малкият тениид по кучето с дължина 2,5 до 9 mm. Сколексът е малък, а ростелумът притежава 26 – 40 кукички разположени в два реда. Стробилата е съставена от 3 – 4 членчета. Последното е зрялото членче, което е с дължина, колкото половината стробила. Членчето е хермафродитно и съдържа 40 – 50 семенника. Матката прилича на надлъжно разположена торба пълна с 400 до 800 яйца. Яйцата са овални с размери 35 µm. Неговата ларвна форма се нарича Echinococcus unilocularis. Представлява еднокамерен мехур, изпълнен с бистра течност, наречена хидатидна. Размерите му варират от орех до детска глава. Формата ѝ е сферична, овална или разклонена и много зависи от органа и тъканта, в която се развива. Мехурът е двуслоен.
При проучванията на Echinococus granulosus са открити няколко щама на вида, всеки от които има специфичен възприемчив вид животни междинни гостоприемници. Щамовете се отбелязват с буква G и са както следва:
- G1 – Обикновен овчи. Повсеместно разпространен.[16] Най-възприемчиви към него са овцете. Това е основният щам разпространен в България.[44]
- G2 – Тасманийски овчи щам. Разпространен в Тасмания, най-възприемчиви са овцете. Освен в Тасмания, съществуват сведения, че е разпространен в Азия, Южна Америка, Европа и Северна Америка.[16]
- G3 – Биволски щам. Най-възприемчиви са биволите. Разпространен е в Азия, Европа и Южна Америка.[16]
- G4 – Конски щам. Междинни гостоприемници са основно коне. Щамът е с по-ниска епизоотична значимост. Разпространен е в Европа, Близкия изток, Африка, Нова Зеландия и САЩ.[16]
- G5 – Говежди щам. Междинни гостоприемници са предимно говеда. Разпространен е в Европа, Африка, части от Азия и Южна Америка.[16]
- G6 – Камилски щам. Камилите са най-честите междинни гостоприемници. Разпространен е в Близкия изток, Африка, Азия и Южна Америка.[16]
- G7 – Свински щам. Междинни гостоприемници са основно свине. Разпространен е в Европа, Русия, Южна Америка и Мексико.[16]
- G8 – Див щам. Междинни гостоприемници са основно еленови.
- G9 – Недобре проучен щам. Открит е само при хора в Полша.[16] Някои автори го определят като вариант на G7.
- G10 – Феноскандинавски щам. Междинни гостоприемници са основно лосове и други еленови.
- Съществува щам, разпространен сред лъвовете в Африка, който се нарича Echinococcus felidis. Класификацията му все още не е уточнена и според различните изследователи е определян като подвид на Echinococus granulosus или е отделян като самостоятелен вид.[45]

Допълнително щамовете в резултат на генетични изследвания се считат за валидни видове, както следва:
- G1, G2 и G3 са наричани Echinococcus granulosus sensu stricto (Egss).
- G4 е Echinococcus equinus.
- G5 е Echinococcus ortleppi.
- G8 и G10 са Echinococcus canadensis. Разпространени са основно в Канада и северните щати на САЩ.[16]

Echinococcus multilocularis е вторият по разпространение паразит от род Echinococcus. Често заболяването, което той предизвиква, се нарича алвеококоза. Крайните гостоприемници са лисици, корсак, песец, по-рядко паразитира в домашната котка и кучето. Това определя и по-ограниченото разпространение на паразита. В България Echinococcus multilocularis е открит в периода 1980 – 1983 г. През 1981 г. е открит при теле с произход от района на Западна Стара планина. Открити са природни огнища сред гризачи и други диви животни в Пирин и Видинска област.
Echinococcus vogeli е неотропичен вид с ограничено разпространение в Централна и Южна Америка. Стробилата е с дължина 3,9 – 5,5 mm и притежава три проглотида. Ларвната форма се локализира основно в черния дроб.
Echinococcus oligarthrus е друг неотропичен представител на рода, който за пръв път е открит при краен гостоприемник пума. При по-късни изследвания списъкът на крайните гостоприемници на вида е допълнен и с други местни хищници.
|                                                         | Echinococcus granulosus                                                           | Echinococcus multilocularis                                                               | Echinococcus vogeli                                                              | Echinococcus oligarthrus                                                         | Echinococcus shiquicus    |
| ------------------------------------------------------- | --------------------------------------------------------------------------------- | ----------------------------------------------------------------------------------------- | -------------------------------------------------------------------------------- | -------------------------------------------------------------------------------- | ------------------------- |
| Географско разпространение                              | Космополитно                                                                      | Централна и Северна Евразия, северната част на Северна Америка                            | Централна и Южна Америка                                                         | Централна и Южна Америка                                                         | Тибетско плато            |
| Крайни гостоприемници                                   | Основно каниди                                                                    | Основно лисици и по-рядко домашни кучета и котки                                          | Диви фелиди                                                                      | Храстово куче                                                                    | Тибетска лисица           |
| Междинни гостоприемници                                 | Основно копитни бозайници както и двуутробни, примати включително и човек         | Гризачи (основно полевки) както и други дребни бозайници и човек                          | Гризачи (Агутови, Пакови и Бодливи плъхове) и човек                              | Гризачи (основно Агутови) и човек                                                | Черномуцунест сеносъбирач |
| Вид на кистата (ларвата)                                | Еднокамерен ехинокок, ендогенен пролиферативен, неинфилтративен и неметастазиращ. | Многокамерен ехинокок {Алвеокок}, ендогенен пролиферативен, инфилтративен и метастазиращ. | Поликистен ехинокок, ендогенен пролиферативен, неинфилтративен и неметастазиращ. | Поликистен ехинокок, ендогенен пролиферативен, неинфилтративен и неметастазиращ. | Еднокамерен ехинокок      |
| Локализация на кистата                                  | Вътрешни органи, основно в черен и бял дроб.                                      | Вътрешни органи, основно в черен дроб.                                                    | Периферни органи, основно мускули.                                               | Вътрешни органи, основно в черен дроб.                                           | Черен дроб                |
| Брой на проглотидите                                    | 3 (2 – 7)                                                                         | 5 (2 – 6)                                                                                 | 3                                                                                | 3                                                                                | 2 – 3                     |
| Дължина на стробилата (в mm)                            | 2,0 – 11,0                                                                        | 1,2 – 4,5                                                                                 | 3,9 – 5,5                                                                        | 2,2 – 2,9                                                                        | 1,3 – 1,7                 |
| Дължина на големите кукички (в μm)                      | 25,0 – 49,0                                                                       | 24,9 – 34,0                                                                               | 49,0 – 57,0                                                                      | 43,0 – 60,0                                                                      | 20,0 – 23,3               |
| Дължина на малките кукички (в μm)                       | 17,0 – 31,0                                                                       | 20,4 – 31,0                                                                               | 30,0 – 47,0                                                                      | 28,0 – 45,0                                                                      | 16,0 – 17,0               |
| Брой семенници                                          | 25 – 80                                                                           | 16 – 35                                                                                   | 50 – 67                                                                          | 15 – 46                                                                          | 12 – 20                   |
| Разположение на половия атриум (зрели членчета)         | В средата                                                                         | Преди средата                                                                             | След средата                                                                     | Преди средата                                                                    | До предния ръб            |
| Разположение на половия атриум (хермафродитни членчета) | След средата                                                                      | Преди средата                                                                             | След средата                                                                     | Около средата                                                                    | Преди средата             |
| Матка                                                   | Странично разклонена                                                              | Торбовидна                                                                                | Торбовидна                                                                       | Тръбовидна                                                                       | Торбовидна                |

### Ларвна форма
Всяка от ларвните форми има специфична локализация и морфология. Растежът и особеностите при междинните гостоприемници определят три вида на ларвната форма:
- Кистна ехинококоза (еднокамерен ехинокок). Това е ехинококоза, най-често срещаната в хората. Причинява се от Echinococcus granulosus и Echinococcus shiquicus при животните.
- Алвеоларна ехиникокоза (алвеокок). Проявява се по-рядко при хората и се причинява от Echinococcus multilocularis. Известна е и като лепнещ венец на черния дроб (воднист венец).
- Поликистна ехинококоза (многокамерен ехинокок). Известна е и като многокистна, водниста, неотропична ехинококоза. Среща се значително по-рядко от останалите форми и се причинява от Echinococcus vogeli и много рядко от Echinococcus oligarthrus.

#### Еднокамерен ехинокок
Ларвната форма на Echinococus granulosus е сред най-разпространените паразитози, които предизвикват клинична форма на заболяването ехинококоза сред междинните гостоприемници на паразита. Нарича се Echinococus unilocularis Среща се при тревопасни и всеядни бозайници, включително и при селскостопански животни и човека. При мишевидните гризачи, свине и коне, често се локализира в черния дроб, а при преживните животни – в белите дробове. Представлява кълбест, еластичен, млечнобял изпълнен с безцветна, прозрачна и леко опалесцираща течност еднокамерен мехур с ендогенно намножаване. Последната е продукт на самия паразит или на гостоприемника. Стената на мехура е изградена от две обвивки – външна, наречена кутикула и вътрешна, която се нарича герминативна и представлява зародишната част на мехура.
- Външният слой се нарича кутикулен (membrana cuticularis). Повърхността му е гладка и е с млечнобял цвят. Дебелината е различна и варира от 2 до 5 µm. и отново зависи от пластичността и елестичността на органа, в който се развива. Функцията на слоя е защитна. При допир вътрешната ципа е грапава, а кутикулата е гладка, значително по-дебела, еластична и хитинизирана.
- Вътрешният слой се нарича герминативен (membrana germinativa). Той е по-тънък, жълтеникав на цвят и с грапава повърхност. Герминативният вътрешен слой е най-съществената част от ехинококовия мехур. От него посредством пъпкуване се образуват сколекси и зародишни мехурчета. Зародишните мехурчета са видими с просто око. Големината им е колкото песъчинка или маково зърно с млечнобял цвят. Сколексите и зародишните мехурчета се откъсват от герминативната обвивка и плуват свободно в хидатидната течност. По-тежките от тях се събират на дъното на мехурчето и образуват т.нар. хидатиден пясък. В някои от мехурите се образуват вторични (дъщерни), а в тях третични (внучни) мехури. По този начин могат да се образуват десетки хиляди сколекси, способни за се развият в бъдещи възрастни тении.
- Като реакция за защита на организма от мехура той образува също обвивка, която се нарича влакнеста. Тя обгръща мехура и е с дебелина около 5 mm.

Когато ехинококовият мехур остане в стадий на единичен мехур, се нарича Echinococus simplex. При по-нататъшното му развитие може да се наблюдава и образуване на вторични, дъщерни мехури. То се дължи едновременно на ендогенното образуване на дъщерни мехурчета или екзогенното внедряване в паренхима на дъщерни мехурчета. Ендогенните вторични мехури са по-често срещани при човека.
Когато ехинококовият мехур остане в стадий на майчин мехур с дъщерни, двуслойни мехури, без да се развият сколекси по повърхността, същият се нарича стерилен. Подобни мехури са характерни най-вече за говедата и при консумация от куче те не биха могли да го заразят и в него да се развият възрастни тенииди. Противоположната форма на тези мехури е фертилната. Характеризира се с образуване на сколекси по герминативния слой на мехура. Подобни мехури се срещат най-много при овцете и в по-малко количество при свинете.
Някои ехинококови мехури може да не образуват сколекси и поради тази причина се наричат стерилни. При говедото 90 – 95% от мехурите са такива. Мехурите, които образуват сколекси, се наричат фертилни. При овцата 92% от мехурите са фертилни, при свинята са 80%, а при говедото само 10%.
Ларвната форма на Echinococcus shiquicus е също еднокамерен ехинокок. Тя е със сравнително малки размери и се развива в черния дроб на междинните гостоприемници. Съдържат напълно развити зародишни мехурчета със сколекси. За разлика от Echinococus granulosus ларвната форма на Echinococcus shiquicus не образува дъщерни и внучни мехури.

#### Алвеоларен ехинокок
Ларвната форма на Echinococcus multilocularis е известна като алвеокок. Развива се главно в черния дроб и по-рядко в други вътрешни органи. Представлява многокамерно, твърдо, инфилтративно растящо образувание, което при различните видове гостоприемници е с различни размери. Съставен е от голям брой кистоидни образувания с диаметър 0,1 – 0,6 mm. В периферията на мехура отделните камери са ясно оформени, а в дълбочина преградите между тях не са запазени и съдържанието от мехурчетата се слива в обща некротична маса. Подобно на злокачествен тумор може да метастазира в други вътрешни органи, а развитието му е по-бързо от еднокамерния мехур.

#### Многокамерен ехинокок
Ларвните форми при неотропичните видове са поликистозни образувания, които при Echinococcus vogeli са с тенденция да се превърнат в многокамерни мехури. Големината на кистата е с размери 2 – 8 mm. Развиват се във вътрешните органи и мускулатурата на междинните гостоприемници. Разполагат се поединично или са в конгломерати от множество мехурчета, всяко от които е със собствена обвивка. Ендогенно от герминативния слой се образуват протосколекси и нови мехури, които по-рядко са свързани помежду си в обща камера. Възможно е и екзогенно нарастване, но то зависи основно от вида на междинния гостоприемник. Сходството в ларвните форми при двата вида може да се отдиференцира по морфологията на сколексите – основно по големината на кукичките на ростелума.

### Съдба на ехинококовия мехур
Ехинококовите мехури се развиват бавно и са дълголетни, като през целия си живот нарастват. В много редки случаи може да настъпи спонтанно излекуване вследствие умирането на ехинокока. Друг вариант на излекуване се наблюдава при спукване на мехур, който се намира в орган с изход навън от организма като храносмилателна система, бронхи, бъбреци. В първия случай се нарича асептична инволуция, докато във втория обикновено настъпва нагнояване. И в двата случая обаче мехурът постепенно се свива, част от него се резорбира от организма, а останалата част се вплътнява и калцифицира.
В случай, че ехинококов мехур се спука и течността му се излее в някоя от кухините на организма, то сколексите се разпространяват залавят се на нови места и се развиват във вторични мехури. Този процес се нарича вторична ехинококоза. В голяма част от случаите обаче вследствие на алергизирането на организма е възможно да настъпи анафилактичен шок и смърт.

## Гостоприемници
Както повечето паразитни инфекции, заразяването е със сложен цикъл. Цикълът на развитие е непряк. Паразитът се нуждае от междинен и краен паразитоприемник. Крайните паразитоприемнци са обикновено хищници, хранещи се с (домашни) животни. Хората се разглеждат като случайни паразитоприемници и като такива не оказват влияние за разпространението на паразитите. Човешата дейност обаче е една от причините за разпространението на паразитите сред домашните животни, а оттам и към дивата среда. Това определя и три основни цикъла на развитие на ехинококите. Най-често той е синантропен, като двата гостоприемника са одомашнени животни. Като частен случай е попадането на паразита в домашни кучета посредством необезвредени кланнични отпадъци. Следващият вид цикъл е наречен „горски“. При него и двата гостоприемника са диви животни. При третия модел на цикъла на развитие един от гостоприемниците е диво животно, а другото е одомашнено. Примери за такова са хищничество сред стада домашни животни.

### Крайни гостоприемници
Крайни гостоприемници са хищни бозайници от семейства Кучета, Котки и Хиени.
За Echinococcus granulosus най-честите крайни гостоприемници са домашното куче, вълкът, динго, черногръбият и златистият чакал, хиеновото куче, червена, капска и патагонска лисици, енотовидно куче, петниста хиена и лъвът.
Най-разпространеният краен гостоприемник е домашното куче, най-вече пастирските и безстопанствените. Това определя и вида на цикъла на развитие на паразита, като най-чест е синантропният. В отделните части на света има и видова възприемчивост сред хищниците – например за Северна Америка крайни гостоприемници са койоти, за Австралия – динго, а за Африка – лъвове и хиени. Сред щамовете на Echinococcus granulosus съществува известна възприемчивост при човека. Така например не са известни случаи на опаразитяване с ехинококи от щам G4. В същото време опаразитеността с щам G1 е най-голяма.
При Echinococcus multilocularis крайните гостоприемници са червената и полярната лисица, домашното куче, койот, вълк, корсак, енотовидно куче, домашната и дивата котки, евроазийски рис. Най-честите крайни гостоприемници ка червената и полярната лисици в зависимост от географската ширина на разпространение на паразита. В други части на ареала на разпространение крайни гостоприемници могат да бъдат и друи видове лисици, а в Източна Азия и енотовидното куче.
Крайните гостоприемници на Echinococcus oligarthrus са ягуар, пума, ягуарунди, котка на Жофроа, оцелот, пампасна котка, храстово куче и скитащи домашни кучета.
За Echinococcus vogeli крайни гостоприемници са храстово куче и домашно куче.
Единственият известен краен гостоприемник за Echinococcus shiquicus е тибетската лисица.

### Междинни гостоприемници
Междинни гостоприемници са преживни, еднокопитните животни, свине, гризачи, зайцевидни, хищни бозайници а също и човекът.
При Echinococcus granulosus междинните гостоприемници са големи копитни бозайници, много от които са одомашнени, като по този начин поддържат синантропния цикъл на развитие на паразита. Второстепенно значение имат дребните гризачи и зайцеподобните. Най-разпространеният междинен гостоприемник е домашната овца, по-рядко говеда, биволи и коне, и още по-рядко свине. Причина за това е начинът на отглеждане на животните и особено съвместното съжителство с краен госоприемник домашното куче. От дивите бозайници междинни гостоприемници могат да бъдат различни видове кози, говеда, коне, камили, антилопи, елени, свине, двуутробни, жирафи, хипопотами. Междинни гостоприемници могат да бъдат и хищни бозайници, както и човек.
Основните междинни гостоприемници при Echinococcus multilocularis са гризачите и зайцевидните. При различните изолати се срещат и характерни само за определен район. Така например при европейските изолати на паразита междинни гостоприемници са и различни видове маймуни, домашни и диви свине, кучета. При изолати от Хокайдо е установено, че инвазират коне. Всички изолати са инвазиоспособни и за човек. От гризачите най-чести междинни гостоприемници са представители на семейство полевки, но се инвазират и представители на семействата земеровкови, къртицови, катерицови, хомякови и скачащи мишки, а от зайцевидните най-чести междинни гостоприемници остават сеносъбирачите. В ендемичните райони, където е разпространена Echinococcus multilocularis, припокриващи се с районите на интродукция на ондатрата, е установено, че и типичните за Южна Америка големи гризачи могат да бъдат междинни гостоприемници и да участват в цикъла на развитие на паразита.
Двата неотропични видове ехинококи са с междинни гостоприемници различни видове централно и южноамерикански гризачи, а единственият известен междинен гостоприемник на Echinococcus vogeli е черномуцунестият сеносъбирач.

## Епизоотология
Източник на инвазия са крайните гостоприемници в тънките черва, на които се развиват възрастните форми на причинителя. Широко разпространена е във всички континенти. Echinococcus granulosus е с най-широко разпространение в страните с развито овцевъдство. Кучето е най-благоприятният краен гостоприемник в България. Едно куче може за бъде носител на около 20 000 възрастни тении. Те от своя страна дневно могат да отделят заедно десетки и стотици половозрели членчета посредством фекалиите, а всяко от членчетата носи около 800 яйца. По този начин едно куче се превръща в източник на инвазиране на хиляди животни на голяма територия. По-често са заразени скитащите и овчарските кучета, отколкото ловните и домашните. Полова зрялост на тенията у кучето настъпва на около 47 дни, а продължителността на живота им е около седем месеца. Високата плодовитост на паразита обяснява защо в даден район са инвазирани значително по-голям брой междинни гостоприемници, отколкото крайни.
Разпространението на онкосферите става по разнообразен начин. Поради движенията на освободените членчета в областта на аналната област се предизвиква сърбеж, който поражда чесане. При този акт членчетата се разкъсват, яйцата се освобождават и полепват по козината. Друга част от членчетата попадат с фекалиите в околната среда. Разкъсват се от копрофагни бръмбари или други насекоми, дъжд и вятър и яйцата полепват по растения, плодове или попадат във вода. Във външната среда яйцата се запазват за около година при температура от 4 до 15 °C.
Междинните гостоприемници се инвазират при паша на контаминирана трева или плодове, пиене на заразена с яйца вода. При селскостопанските животни заразяването може да стане и в обора при консумация на контаминирано сено. Сред селскостопанските животни ехинококозата е констатирана най-често при овцете, по-слабо при говедата и най-слабо при свинете. Овцете са в най-тесен контакт с кучетата. Те често се колят в двора или на полето, а ехинококовите мехури се хвърлят на кучетата. Не на последно място се изтъква и факта на големия процент фертилни мехури при тях. Поради тази причина в България за синантропната ехинококоза причинена от Echinococcus granulosus основна роля в епидемиологията имат кучето и овцата. Роля в силватичната ехинококоза в България имат вълкът и представители на семейство Еленови. Второстепенна роля имат чакалът и зайците.

## Епидемиология
Хората се заразяват с хидатидна тениоза през устата при консумация на замърсени с онкосфери неизмити плодове и зеленчуци (алиментарен път), пиене на контаминирана вода (воден път), а също и при непосредствен контакт с опаразитено куче (контактен път). Заразяване с паразита може да се получи и при обработка на животински кожи, тъй като яйцата се запазват дълго време по космената покривка.

## Патогенеза
Патогенната роля на тениите в тънките черва на крайните гостоприемници е сравнително слаба. Дори високи инвазии от по няколко хиляди индивида протичат без съществени промени.
Освободените в червата онкосфери пробиват чревната лигавица и чрез порталната вена (vena portae) се пренасят до черния дроб. Онкосферите, прескочили капилярната мрежа на черния дроб, по кръвен път през дясната половина на сърцето попадат в белите дробове, където също могат да бъдат задържани. Прескачайки тази мрежа, чрез лявата половина на сърцето посредством кръвообращението те могат да бъдат разнесени по цялото тяло. След като се локализират, започват да нарастват. При това ехиноковият мехур упражнява травматично въздействие на околните тъкани и органи. В резултат на притискането на паренхима им се получава компресионна атрофия, притискат се канали на жлези и кръвоносни съдове. В зависимост от функцията, която изпълнява поразената тъкан, настъпват различни функционални смущения. Разстройва се общата обмяна на веществата и отделянето на жлъчката при инвазия на черния дроб. При засегнат бял дроб настъпват смущения на дишането, а зрението се нарушава при локализация на мехур в близост до очите. Друго въздействие на мехура е токсичното, в резултат на освобождаваните токсини от мехура и онкосферите. То се изразява в локалното или общото въздействие върху организма. Проявява се в разстройство в храносмилането, анемия, загуба на телесно тегло, а при животните и продуктивност. Накрая завършва със смърт. Тези хронични процеси водят до отслабване и на имунната защита на организма и появата на вторични заболявания или влошават хода на други придобити хронични заболявания. Освен отделянето на токсини, от мехура се отделят и алергени, които предизвикват алергизиране на организма. Проявява се с признаци на уртикария, сърбеж на кожата, еозинофилия.

## Клинични признаци

### Чревна ехинококоза
Чревната или стробларна ехинококоза е болестното състояние при хищното животно краен гостоприемник на паразита. Обикновено протича без забележими болестни явления. Вследствие на сърбеж от членчетата в областта на ануса и перинеума се наблюдава чесане, триене и близане на задницата. При експериментално заразяване на кучета са наблюдавани диария, редуваща се със запек, колики, подуване на корема, повръщане, извратен апетит. Въпреки тази експериментална клинична картина от куче с тегло 8,5 kg са били изолирани над 5000 възрастни паразита и не е наблюдавана клинична картина.

### Хидатидна ехинококоза

#### При животните
Клиничната картина е твърде разнообразна и се намира в зависимост от локализацията на ехинококовите мехури, давността на процеса, на инвазията и общото състояние. В повечето случаи тя е нетипична и обикновено протича скрито. Ето защо тази инвазия се открива след настъпване на смъртта при аутопсия или при кланничен преглед. При слаба и средна инвазия хидатидната ехинококоза при животните протича субклинично. Обикновено клиничните признаци са изразени най-добре при говедото и то при масивна инвазия. Така например, ако е засегнат белия дроб, се наблюдава хроничен задух, слаба и продължителна суха кашлица. Животните слабеят при запазен апетит. При продуктивните се наблюдава намаляване на млекодобива. При засягане на черния дроб се наблюдават нарушения в храносмилането, изразяващи се със спиране на преживянето и тимпания на търбуха. След продължително отслабване животните накрая умират. Овцете са по-чувствителни на инвазията. Вълната им става суха и чуплива и въпреки доброто хранене бързо отслабват и умират. Когато мехурът е в бъбрека, се установяват смущения в отделянето на урина, а в сърцето – влошена сърдечна дейност.

#### При хора
При хората ехинококозата протича условно в три стадия:
- Първи стадий (скрит). Нарича се латентна ехинококоза и протича скрито без симптоматика и продължава години. Обикновено болните нямат оплаквания.[66]
- Втори стадий. Подразделя се на „стадий на субективните оплаквания при обща клинична симптоматика“ и „стадий на обективните оплаквания при симптоматика свързана с появата на признаци от инвазирания орган“.[67] Това е стадий на клинична симптоматика на неусложнена ехинококоза. Общата симптоматика се дължи на токсико-алергичното действие на паразита и се изразява с отпадналост, безапетитие, раздразнителност, втрисане, алергични прояви като уртикария или бронхоспазъм. Локалните симптоми зависят от поразения орган. Най-честият симптом обаче е тежест в областта на засегнатия орган. При засягане на черен дроб са появява жълтеница, а постоянна мъчителна кашлица, слузести храчки примесени с кръв и болки при дишане при засягане на бял дроб.
- Трети стадий (стадий на усложнения). Наблюдават се усложнения като абсцедиране на мехур, спукване (руптура) и настъпване на анафилактичен шок.

## Диагноза
Откриването на наличието на възрастни паразити при крайните гостоприемници е лесно. Посредством стандартни паразитологични методи се откриват яйца на тениите, както и членчета от тях, отделени посредством фекалиите. При междинните гостоприемници обикновено наличието на ехинококов мехур се открива по време на клане или аутопсия.
Най-добре разработени са методите за диагностика на ехинококозата при човека. Тя се базира основно на използване на серологични тестове откриващи антитела в организма и образна диагностика, която да локализира мястото, големината и броя на ехинококовите мехури в организма.

### Образна диагностика
Ехинококовата киста при рентгеново изследване може да бъде единична или множествена. Представлява хомогенна сянка с кръгла или овална форма, която се очертава рязко на фона на поразения орган. При вдишване и издишване сянката в белия дроб се променя. Ако мехурът е спукан, се получава хидроаерична сянка. Засенчванията наподобяват желатинозна маса с плътна структура. Ако инвазията е множествена, е възможно да се промени положението на диафрагмата при засягане на бял или черен дроб и нейните синхронни движения. При рентгеново изследване е нужно заболяването да се диференцира от тумори, абсцеси или туберкулоза.
Компютърната томография и ехографията са изключително ефективни за откриването на кисти в организма.

### Серологични тестове
Серологичните тестове обикновено са съпътстващи методи за диагностика, които допълват и потвърждават резултатите от радиологичните методи. Сред серологични методи преобладават процедури, основаващи се на индиректна хемаглутинация, имуноблот или ELISA. Най-често използваният тест е ELISA, с помощта на който се доказва наличието на антитела в организма, образувани в резултат на имунна реакция срещу антигени от хидатидната течност на паразита. Серологичните тестове потвърждават произхода на наблюдаваните при образната диагностика кисти.

## Лечение
Лечението на чревната ехинококоза е лесно и достъпно за всеки стопанин на месоядно животно. Прилагат се лекарствени препарати с антитрематодно действие предлагани на пазара в съответната страна в представените в листовката дози. Прилагат се инжективно или през устата, с малко храна или във форми позволяващи апетитното им приемане от животното. Редица страни са въвели и задължително изискване за обезпаразитяване срещу ехинококоза, преди да влязат животни крайни гостоприемници на тяхна територия.
Хидатидната ехинококоза е сериозно заболяване и прогнозата не винаги е добра. Ето защо лечението трябва да се извършва навреме и да се приложи подходяща схема удачна за всеки от пациентите. Принципите на лечение при болни са основно три:
- Оперативен. Откритият ехинококов мехур се изрязва от поразения орган по оперативен път. Този начин на лечение крие риск от спукване на мехура при отстраняване и крие опасност от развитие на вторична ехинококоза.
- ПАИР терапия. Нарича се терапия пункция, аспирация, инжекция, реаспирация. Това е сравнително нов метод, въведен в последните десетилетия. Представлява въвеждане на игла в ехинококовата киста под направлението от ехограф. Съдържанието от кистата се изтегля със спринцовка и на негово място се впръсква чист спирт или 25% разтвор на натриев хлорид. Спиртът престоява около 8 минути, а солевият разтвор около 20. Манипулацията завършва с изтеглянето на въведения алкохол или солев разтвор заедно с хидатидния пясък. Процедурата е кратка, а възстановителният ефект е бърз.[73]
- Химиотерапия. Това е медикаментозно лечение основно с препарата Албендазол, при доза от 10 – 15 mg/kg, но не повече от 800 mg дневна доза.[74] Курсът на лечение продължава 30 дни и може да се прилага от 1 до 4 пъти при почивка от 15 дни. След оперативно лечение се прилагат два терапевтични курса. По преценка на лекар курсовете могат да бъдат увеличени. Прилага се и терапия с друг сходен препарат – Мебендазол в дози от 40 – 50 mg/kg за 3 – 6 месеца.[75]

Алвеококозата е заболяване с далеч по-сериозни последствия за пациента. Оперативното отстраняване е единственият надежден метод за лечение. Чести са случаите, при които се налага извършването на чернодробна трансплантация. Химиотерапевтичното лечение е със същите препарати в същите дози, но при усложнени случаи често лечението се провежда до края на живота на пациента.
Народната медицина предлага също свои алтернативни методи за лечение. В своите книги, Петър Димков препоръчва за белия и черния дроб няколко вида смеси от природни и билкови продукти. Същите не целят трайно излекуване на пациента, а подобрение на общото състояние на организма. Самостоятелно лечение не се препоръчва от автора.

## Профилактика
За успешна профилактика на ехинококозата е нужно да се прекъсне биологичният цикъл на паразита или звена от епизоотологичната верига. Съгласно прилаганите методи, условно профилактиката на паразитозата може да се подраздели на лична и обществена.
- Лична профилактика:
  - Недопускане на контакт със скитащи и безстопанствени кучета;
  - Измиване на ръцете преди всяко хранене;
  - Обилно измиване с вода на плодове и зеленчуци, преди да се консумират;
  - Спазване на стриктна хигиена при отглеждане на кучета;
  - Редовно обезпаразитяване на домашните кучета.
  - При обработка на кожи от животни да се ползват ръкавици и защитно облекло;
- Обществена профилактика:
  - Просвета сред населението за същността на заболяването;
  - Опазване на населението от инвазиране и опазване от заразяване на кучетата и селскостопанските животни, включително недопускане на кучета в сгради, където се отглеждат други животни;
  - Залавяне и настаняване в приют на безстопанствени кучета;
  - Избягване на безсистемно развъждане на кучета в стопанства и домакинства;
  - Да не се допуска хранене на кучетата с необезвредено термично месо;
  - Паспортизация и регистрация на кучетата и редовно обезпаразитяване;
  - Недопускане на скитащи и домашни кучета до детски площадки, плажове, паркове и градини, в обекти за хранене;
  - Осигуряване на ветеринарно-санитарен контрол при клане на животни в домашни условия. При констатиране на опаразитени органи се изрязва ехинококовия мехур, а при масивна инвазия поразеният орган се обезврежда по подходящ начин.

## Диспансеризация
Болните и оперираните от ехинококоза лица се съобщават задължително на Районните здравни инспекции (бившите ХЕИ, наследени от РИОКОЗ) и се диспансеризират за срок от 2 до 5 години. Периодично на всеки 6 месеца на лицата се извършват контролни прегледи и имунологични изследвания. При тази диспансеризация се цели евентуално ранно откриване на рецидиви на болестта. Всички членове от семейството на откритите болни подлежат на клиничен преглед, рентгенологично, ехографско изследване и имунодиагностика за установяване на семейна ехинококоза.